# Liste der Kulturdenkmäler in Sankt Sebastian (am Rhein)
In der Liste der Kulturdenkmäler in Sankt Sebastian sind alle Kulturdenkmäler der rheinland-pfälzischen Ortsgemeinde Sankt Sebastian aufgeführt. Grundlage ist die Denkmalliste des Landes Rheinland-Pfalz (Stand: 27. Oktober 2023).

## Einzeldenkmäler
| Bezeichnung                           | Lage                               | Baujahr                            | Beschreibung | Bild                                    |
| ------------------------------------- | ---------------------------------- | ---------------------------------- | --- | --------------------------------------- |
| Wohnhaus                              | Hauptstraße 1 Lage                 | 18. Jahrhundert                    | Fachwerkhaus, teilweise massiv, wohl aus dem 18. Jahrhundert | Fotos hochladen                         |
| Wohnhaus                              | Hauptstraße 24 Lage                | 18. oder 19. Jahrhundert           | Fachwerkhaus, teilweise massiv, 18. oder 19. Jahrhundert | Fotos hochladen                         |
| Wohnhäuser                            | Hauptstraße 31/33 Lage             | 1767                               | Nr. 31 Fachwerkhaus, bezeichnet 1767; Nr. 33 Fachwerkhaus verputzt, wohl aus dem 19. Jahrhundert, Scheune bezeichnet 1907; Gesamtanlage; Nr. 33 vermutlich abgebrochen | Fotos hochladen                         |
| Wohnhaus                              | Hauptstraße 60 Lage                | 1707                               | Fachwerkhaus, teilweise massiv, bezeichnet 1707 | Fotos hochladen                         |
| Hofanlage                             | Hauptstraße 62 Lage                | zweite Hälfte des 19. Jahrhunderts | Streckhof; Schieferbruchsteinbau, zweite Hälfte des 19. Jahrhunderts; bauliche Gesamtanlage                                                                            | Fotos hochladen                         |
| Wohnhaus                              | Heimesgasse 2 Lage                 | 19. Jahrhundert                    | Fachwerkhaus, verputzt, 19. Jahrhundert | Fotos hochladen                         |
| Brunnen                               | Kesselheimer Straße                | zweite Hälfte des 19. Jahrhunderts | Brunnen, Gusseisen, Sayner Hütte, zweite Hälfte des 19. Jahrhunderts                                                                                                   | weitere Bilder Fotos hochladen          |
| Katholische Pfarrkirche St. Sebastian | Kirchstraße Lage                   | 1789                               | barocker Saalbau, 1789, Architekt Michael Wirth, Ehrenbreitstein, Erweiterung 1902, Glockenturm im Kern romanisch; Kapelle, 19. Jahrhundert, Neurenaissance-Relief     | weitere Bilder Fotos hochladen          |
| Grabkreuze                            | Kirchstraße, auf dem Friedhof Lage | 16. bis 18. Jahrhundert            | 13 Grabkreuze, 16. bis 18. Jahrhundert | Fotos hochladen                         |
| Wegekreuz                             | Kirchstraße, bei der Kirche Lage   | 1821                               | Wegekreuz, bezeichnet 1821 | BW                                      |
| Hofanlage                             | Kirchstraße 1 Lage                 | 19. Jahrhundert                    | Hofreite; zwei Fachwerkhäuser, 19. Jahrhundert; Gesamtanlage | Fotos hochladen                         |
| Wegekapelle                           | südlich des Ortes                  |                                    | Wegekapelle, barock mit Dreifaltigkeitsrelief | Direkt Bild zu diesem Denkmal hochladen |
| Wegekreuz                             | südlich des Ortes                  | 1767                               | Wegekreuz, bezeichnet 1767 | Direkt Bild zu diesem Denkmal hochladen |